# Bobbysocks
Bobbysocks est un duo fondé en 1983 et composé d'une chanteuse norvégienne Hanne Krogh et d'une chanteuse suédo-norvégienne Elisabeth Andreassen.
Elles gagnent le Concours Eurovision de la chanson en 1985 pour la Norvège avec le titre La det swinge. C'est la première victoire de la Norvège.
Elles remportent le prix Peer Gynt en 1985, qui est une récompense du Storting, le Parlement de Norvège.
Les Bobbysocks sont séparées mais les deux chanteuses font parfois quelques apparitions ensemble, notamment lors de l'émission Congratulations, célébrant les cinquante ans de l'Eurovision, en octobre 2005.

## Discographie
- 1984: Bobbysocks
- 1986: Waiting for the Morning
- 1987 : Walkin' on Air